# Bischofstraße 5 (Homberg)

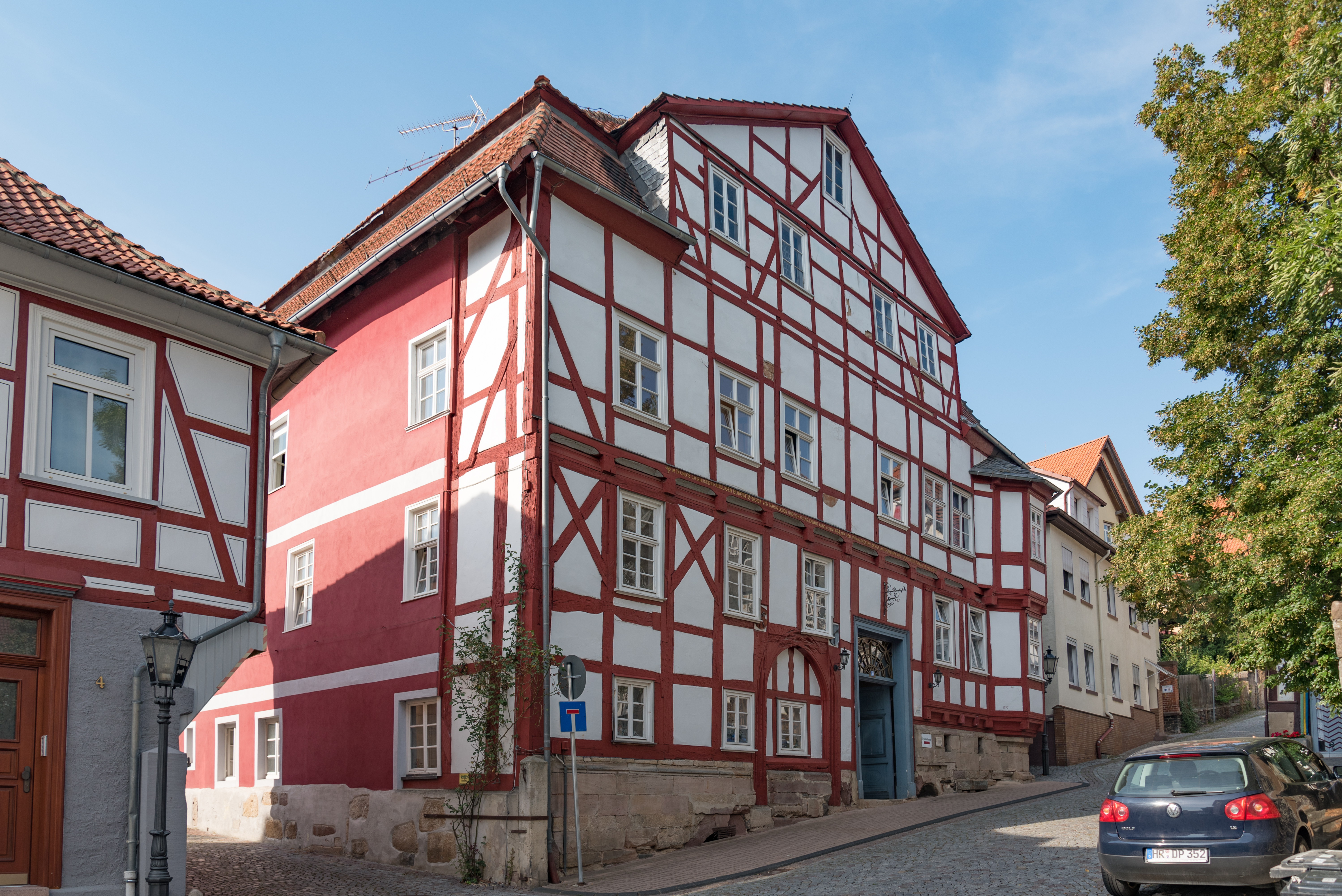
Bischofstraße 5 in Homberg (2016)

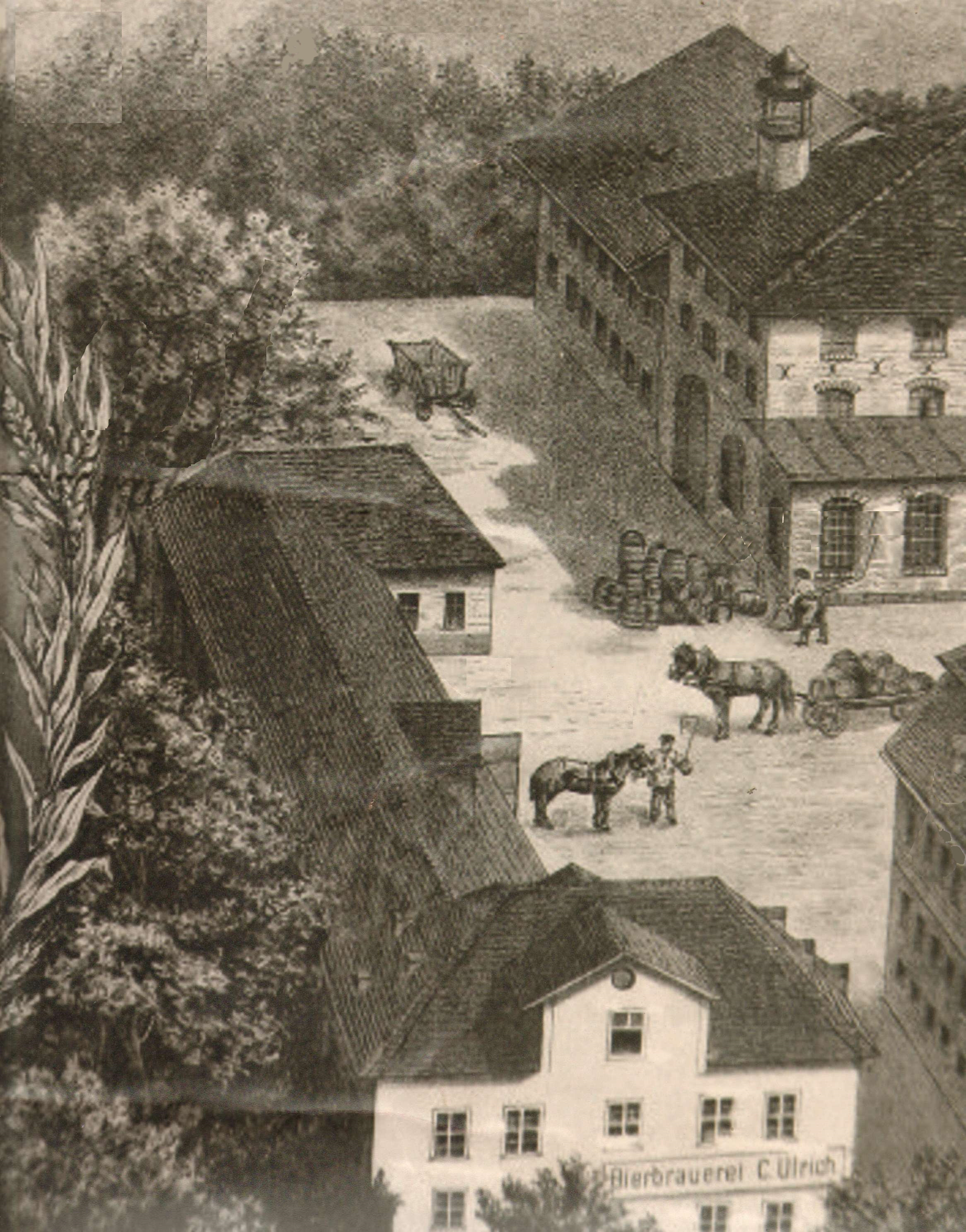
Ehem. Brauerei Ulrich im Hofbereich vor dem Verkauf, das Haus Nr. 5 ist im Anschnitt rechts unten (um 1900)

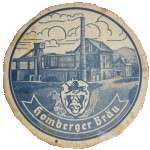
Bierdeckel der ehem. Brauerei Ulrich

Das Haus Bischofstraße 5 ist ein großes und historisch bedeutendes Fachwerkhaus in Homberg (Efze). Es steht unter Denkmalschutz.

## Architektur
Das Haus zeigt sich heute als ein breitgelagertes, zweigeschossiges Fachwerkhaus mit großem Mansard-Walmdach, eine breiten Zwerchhaus an der Straßenseite und einem charakteristischen Erker an der rechten Ecke mit einer auf einem Achteck basierenden Grundfläche. Im Erdgeschoss sind zwei Bauphasen erkennbar, die sich durch unterschiedliche Sockelhöhen, zwei verschieden gestaltete Eingänge und unterschiedliche Dekorationen des Fachwerkes unterscheiden.

## Geschichte
Wie die Erdgeschossfassade bereits vermuten lässt, umfasst das heutige Gebäude zwei Vorgängerbauten. Der linke Teil hat nämlich zwei niedrige Geschosse und ein mit spätgotischem Dekor aus gekreuzten Stäben verziertes Eingangsportal, das offenbar früher in eine zweigeschossige Halle führte. Auch das Aussteifungselement des Andreaskreuzes ist typisch für die Spätgotik. Es wird vermutet, dass es sich bei dem Haus um den Stammsitz der Familie Bischof handelt. Diese Familie war durch Wollhandel vermögend geworden, hatte 1368 ein Hospital gestiftet und war danach vom hessischen Landgrafen mit einem Burgsitz belehnt worden. Dadurch blieb das Haus frei von allen Lasten, die üblicherweise ein Stadtbürger zu tragen hatte. Vom rechten Hausteil sind keine Reste mehr sichtbar.
1636, während des Dreißigjährigen Krieges, wurde das rechte Haus wohl zerstört. 1654 ließ Hilmar von Bardeleben den rechten Teil wieder aufbauen und beide Häuser durch ein gemeinsames Obergeschoss und ein gemeinsames Dach zu einem großen Gebäude verbinden. Über dem spätgotischen Eingang wurden die Wappen der Familien von Bischof und von Bardeleben angebracht. Offenbar hatte es hier eine Zusammenführung der Familien durch Heirat gegeben.
Mitte des 19. Jahrhunderts kaufte Konrad Ulrich das Anwesen, zu dem damals noch ein großer Garten gehörte. Er gründete dort eine Brauerei und ließ hierzu im Garten ein Brauereigebäude errichten. Seine Söhne Christian und Justus Ulrich führten das Unternehmen weiter. Die 1908 erfolgte Gründung der Homberger Gesellschaftsbrauerei führte zum Verkauf der Brauerei Ulrich an die Schöfferhof-Brauerei in Kassel, die an dem Homberger Standort nur noch einen Bierverlag aufrechterhielt. Danach wurden die Brauereigebäude abgebrochen und im Garten das Internat der Hermann-Schafft-Schule gebaut.
Im Dezember 1996 wurde das Hauptgebäude durch den Homberger Rechtsanwalt Alfons Gethmann erworben und seitdem schrittweise saniert. Unter anderem ist dort das Heimatkundliche Archiv Homberg GbR untergebracht.